# Kasteel van Salgas
Het Kasteel van Salgas (Frans: Château de Salgas) is een kasteel in de Franse gemeente Vebron. Het is een beschermd monument sinds 1991.